# Vicky Savard
Vicky Savard, född 14 februari 1993 är en volleybollspelare (högerspiker).
Savard spelar med Kanadas landslag med vilka hon deltog i VM 2022. På klubbnivå har hon spelat för ett stort antal klubbar och blivit finsk mästare, finsk cupmästare, spansk mästare och spansk cupmästare.